# お・り・が・み
『お・り・が・み』は、林トモアキによる日本のライトノベル。イラストは2C＝がろあ〜が担当している。角川スニーカー文庫（角川書店）より、2004年6月から2006年7月まで全7巻が刊行された。メディアミックスとして、このうち「天の門」のみWEBラジオでラジオドラマ化されている。
『天界クロニクル』の一作で、ストーリー上の時系列順に、『ばいおれんす☆まじかる!』、『お・り・が・み』、『戦闘城塞マスラヲ』、『レイセン』、『ヒマワリ：unUtopial World』、『ミスマルカ興国物語』は、世界観を共有している。2016年7月時点で『天界クロニクル』シリーズの累計部数は160万部を突破している。

## ストーリー
ある日突然、借金のカタに悪の組織「伊織魔殺商会」の下っ端メイドとして働く事となった名護屋河鈴蘭。しかして不幸を身にまとう少女の正体は、祝福を受けた聖女であり、破滅と隣合わせな魔王候補だった。魔法や現代兵器に日本刀と何でも有りの非日常に巻き込まれていく先に、人間の代表として仲間達を率い、この世界を滅ぼそうとする「天」と対決する事となる。

## 登場人物
声の項はラジオドラマのもの。

### 伊織魔殺商会
名護屋河 鈴蘭（なごやかわ すずらん）
声：猪口有佳
本作の主人公。生まれてこの方不幸ばかり続く、薄幸の女子高生。本作は彼女が持つ、魔王候補にも聖女にもなりうる稀少な天性を巡る物語である。親戚中の借金（総額20億円）を抱え込まされ、肩代わりとして「伊織魔殺商会」の下っ端メイドとして働くことになる。
当初は「吾川」姓を名乗っている。これは孤児だった彼女が、借金と共に親戚中をたらい回しにされ、何度も姓を変えてきた過去による。作中では、「吾川」の前が「深山」、その前が「木野」だったと明かされている。物語中盤で伊織魔殺商会を退職した際、退職金代わりにと貴瀬が実母を見つけた為、最終的には実家である「名護屋河」の姓を名乗る。学校の成績は低いらしく、リップルラップルによれば数学の成績は「2」（カッコ（VZ）とは追試仲間）。後に魔王候補としてリッチ、ほむら、イワトビーを従え、彼らの指導で魔導力を扱えるようになり覚醒。その際、ゼピルムを壊滅させている。その後、鈴蘭が完全に闇に堕ちるのを防ぐ為、ショーペンハウアーにより正式に神殿教会に迎えられ、聖女となる。聖女就任に併せて、私兵として再編した新生ゼピルムを、協会の第十三聖騎士団として加え、世界を巡業する。しかし、その裏では未だに魔王候補の座を捨てていなかった。クーガーの死、そして世界の真理と不条理を目の当たりにしたことで精神的に成長し、性格が大きく変わっている。
最終的には現世界を保つ為、新生ゼピルムと神殿教会の一部を率い、新システムで世界を刷新しようとする「天」と対決、合わせて攫われた伊織貴瀬を取り戻そうとする。
最終決戦後、世界の方向性を決めた者の権限で、マリアクセルに分断された全世界を繋げ、更には「貴瀬と出会った日」から死んだ関係者を全て蘇らせる事を命じる。これはかなり無茶苦茶な要求だった為、代償として自らの内に秘める15の負位置の魔導力を全て失い、ごく普通の人間となった。しかし本人はそれすらも「問題ない、これからも楽しくなる」と一笑に付している。戦後、儚くも散っていった人々を甦らせた"聖女"であり、かつ人と魔の争いに終止符を打った前代未聞の"魔王"であることから「聖魔王」と呼ばれるようになる。だが、本人に曰く「力を失わずとも聖魔王として世界を支配する期間は五年間くらいのつもり」だったらしく、五年後には後継者を見つける為、「聖魔杯」を開催するつもりで、その大会の様子は『戦闘城塞マスラヲ』で語られている。ちなみにその準備はマリアクレセル等も手伝っている。
魔王としての力を失った為、数十年の命だと言われている。
ドクターの開発した神器「魔王の見えざる手（タキオン）」を扱う。
美人・美少女と言われる母親や妹の睡蓮と顔立ちはそっくりであるはずだが、何故か美少女扱いを受けない。第一巻では翔希に好意に近いものを持っていたが、翔希がレベル上げの修行をしているところなどを見てから以降はそういう描写はなくなっている。しかし、『レイセン』では、「翔希だけは一生憧れの先輩のまま」であり、長年憧憬の念を抱いていた事を告白しており、他の男性とは別格であることを窺わせている。
伊織 貴瀬（いおり たかせ）
声：小西克幸
悪の組織「伊織魔殺商会」の会長兼企画兼経理兼広報兼営業を勤める極悪非道な青年。その素性は関東機関最強の導化猟兵「E0」にして、神殺し四家の一つ、伊織家の当代。そして食欲魔人みーこの使徒である。愛称は「たぁくん」もしくは「いおりん」だが、この呼ばれ方をすると激しく怒る。その筋では「ミッペルテルト」と呼ばれている。男は総じてクソガキ扱い、女にはネコミミとメイド服を着用させたがるアレな人物。部下の全身黒タイツたちにストライキを起こされるなど、あまり人望はない。
鈴蘭に架せられた借金を払わせる為彼女を誘拐、伊織魔殺商会のメイドとして働かせ、果てにはアウターや魔人が蠢く裏社会に引きずり込む。つまり本編が始まる切っ掛けを作った男。E0だった頃にみーこに喰われて記憶を失い、彼女の使徒として仕える。しかし、彼女が自らを喰ったアウターであるという事を忘れている為（みーこも自身がアウターだという事やそれに付随する記憶を失っていた）、逆に仕えさせているという感じ。後の臨死体験でその頃の記憶を取り戻し、性格が豹変する。退会後の鈴蘭を再び引きずり込む為、私立開栄高校の美術教師「貴瀬伊織」として再度近付く。
その身に秘められた力を天に狙われ、イグドラシル・システムの中核とされる。フェリオールとは幼馴染み。
幼少の頃にみーこに気に入られた為、両親は全て喰われて伊織家当代にされる。そして黒龍の一片を埋め込まれて真性の龍撃手となる。その後何らかの事情でみーこと別れ、関東機関に入隊、E0となる。しかし再度みーこと遭遇、再び彼女に喰われて今度は自らの素性も全てを忘却する。しかし後の臨死体験によって記憶が戻り、自らがみーこの慰みの為だけに生かされた存在である事を思い出す。その為みーこを憎む反面、諦観からくる心の支えとしている。家族というものを持たないためか、密かに沙穂の事を妹のように思い大事にしている。
白井 沙穂（しらい さほ）
声：斎賀みつき
伊織が引き連れる、日本刀を提げた白髪眼帯のメイド少女。伊織は沙穂の事を「軍曹」と呼ぶ。
無口で無表情、一見すればクールだがその実は何も考えていないだけ。表情にしろ感情にしろ唯一反応を示すのは戦闘のみであり、「斬れ」と命じられたもののみを嬉々として斬りかかるという、かなりアレな人。眼帯に隠された右目には隔離世の景色を見る事が出来、干渉する事さえも出来る。
魔殺商会以前は関東機関の導化猟兵でコードE1（現EX）で、「軍曹」は所属していた頃の最後の階級。平常時の異常なまでの無反応は、人体改造による精神への影響が引き起こしたものだった。それ故に貴瀬（E0）と真琴（局長）の命令しか聞かない。『光の徒』でチャンに右目を貫かれ一時は絶命するものの、『澱の神』でドクターとリッチの手により、魔王鈴蘭の側近たり得る新たな『アウター』として改造された上で生き返る。その際に右目にたまっていた「わだかまり」のようなものが消えて異常なまでにハイテンションな性格になった（それを見たリップルラップルが鳥肌をたてながら震えるほど。しかし、それが本来の彼女の性格であるはずのものだった）。
決戦では、アウターの一人である水無月の時雨と単身で戦う。
『澱の神』の後日談では最終的に右腕を「ロケットパンチ」に改造されている。
みーこ
声：河原木志穂
伊織の屋敷に住む住人の一人。常に浮遊する謎のメイド美女。伊織の事を「たぁくん」と呼び、その度に怒られる。
その正体は、初代魔王の側近であり「食えぬものなし」と謳われ「億千万の口」の異名を持つ「億千万の眷属」の一人で食欲魔人。
生きる事、殺め続ける事に悲嘆し、自殺願望から神殺し四家を作った張本人でもある。過去に何らかの事情で「堕ち」て記憶を失い、伊織達との漫然とした生活の中で澱に沈んでいく筈だった。しかしその力を狙うゼピルムや神殿教会との戦闘で記憶が蘇り、本来の残虐なカミとしての性格となる。その時VZを自らの小姓にしている。伊織家の地下9階では最強クラスの魔物を従えており、戦闘では「億千万の口」の異名通り、眷属とした者達を「口」として操る。また神器「崩壊の鐘を打ち鳴らすもの」を持つ。記憶復活後は性格が一変し、1500万円の西陣織を貴瀬に買わせるなど主従関係がひっくり返っている。曰く根の国の大神タケハラスサノオの子孫、ミスラオノミコトヒメ。他のアウターの話で、以前は暴虐の限りをつくしていた。そのために、彼女を起こすことを他のアウターは嫌がっていた。
リップルラップル
声：あおきさやか
伊織の屋敷の住人の一人。異常に感情発露の乏しいメイド幼女。語尾に「〜の」とつく。
常にミズノ製の金属バットを持っており（天の門で金属バットを切断された後のエピローグでは木製バットを使用していた）、彼女曰く「打つ、叩く、殴る」の三位一体（結局、どれも同じ）。竜撃手の炎を打ち返し（チップだったが）、最強クラスの防御魔法を操り、ノエシス・プログラムを管理し、更にはみーこ達アウターから同等以上の存在として見られ、しかも初代魔王と同名らしい。神器「ヘブンズゲート」を操り、アウター級の魔人である事は確実だが、その正体は謎に包まれている。魔導力を使う時は髪と瞳の色が青く染まる。
その正体は、やりすぎたせいで三日でその座から降ろされた初代魔王であり、また、もともとは「天」に属する者で「天」の最高峰であるマリアクレセルの姉（マリアクレセルが言うには、地上に降りて帰ってこなかった職務放棄の放蕩フーテン娘）。
その正体から明らかなように、享楽的で残虐な一面を持つ。生きてきた年数は、二千年以上だが、生まれた（作られたとも言う）ときからその背丈で姿は変わらないのであまり関係ない。
ドクター
声：藤田圭宣
伊織魔殺商会に所属する謎の医師兼というより科学者。医療は勿論、人体改造や機械開発等、その得意分野は多岐に渡る。
無意味に叫びながら喋るが、それは本人がわざとやっている演技らしい、がそれを続けている内に馴染んでしまい、半ば素の状態となっている。現存するほぼ全ての神器の開発者であり、鈴蘭の「魔王の見えざる手（タキオン）」や、クーガーの「エーテル結晶」も彼の発明。人体改造では何かとドリルやロケットパンチなどを付けたがり、中でもドリルには異常なまでの執着を見せる。本人曰く「モテモテ回路」を組み込むからドリル人間になってもモテモテで問題なしらしい。そんな彼は、リッチと組み、とうとう死者蘇生の技術を開発する。携帯の着メロは「トランスフォーマー・コンボイの謎」のテーマ曲。
戦闘時にはドリルを使用する（能力はかなり高く、催眠効果らしきものまである）。
その正体は、葉月の雫と呼ばれるアウターの一人で、水無月の時雨の弟。
伊織魔殺商会戦闘員
その名の通り伊織魔殺商会の戦闘員。全身黒タイツ&怪しげな仮面。しかし、タイツを脱ぐと美青年になる。『竜の火』では待遇改善を訴えストライキ中。要求とは、戦闘服のある部分にビッグな盛り上がりを設けること。『外の姫』では対・神殿協会戦のために伊織が譲歩し投入されたが全く役に立たず、結局伊織がほとんどの敵を倒すこととなった。『正の闇』ではドクターの開発した対金毛九尾ドリンク（中身は超濃縮した市販の栄養ドリンク。睡蓮はドクターペッパーそっくりと言った）の被験者（犠牲者）にされたため再度ストライキを起こす。

### 神殿協会
長谷部 翔希（はせべ しょうき）
声：私市淳
神殺しの一族、豪剣・長谷部の血を引く神殿協会の勇者。素直すぎる性格で騙されることが多いが、その素直さゆえに自分の正義を貫き通そうと、『外の姫』では昔の姉のように清廉で実直だったみーこに恋をし、彼女をかばって神殿協会と対立した。その性格は他のものから見て甘いところもあり、高位魔人に翔香を半ば人質に取られる状況になったところで、神殿協会と対立することすら厭わず姉の命乞いをした。
この物語では唯一登場する神殿協会の勇者。戦闘スタイルは、勇者だけが扱える高位魔法と剣による近接戦闘。神殿協会に勇者として選ばれたために、家の道場で修行をせず刀ではなく剣を取ったために長谷部の剣術を知らない（そのために、翔香が高位魔人を軽々と圧倒する力を持っていることを知らず、また、刀とは扱いが異なる剣に慣れきったために今月今夜をもらえなかった）。
『澱の神』ではエスティから貰った神器「黒の剣」に認められ、ほむらの腕を一太刀で斬り落としている。人間出身では最強ランクの筈なのに鈴蘭のパーティーでは実力は下の方。鈴蘭と同じ学校に通う三年生で欠席ばかりしているのに成績は上の中、にもかかわらず鈴蘭には馬鹿呼ばわりされることが多い。バイク好きで20年前に発売されたCBR400Fを解体屋から貰いうけ愛車としている。
一巻ではクラリカに鈴蘭のことをからかわれて顔を真っ赤にしたりと気があるともとれる表現があったが、最終巻では真琴に告白し、付き合い始めた。
クラリカ
声：富坂晶
神殿協会の異端審問会第二部のシスター。神威と称しながらも戦闘を楽しむ問題児だが、その実力は本物。鈴蘭と同じ学校に三年生の「倉 梨花（くら りか）」として潜入しているが、実年齢21歳。愛銃モーゼルと錫杖を使った魔法「斥波」で戦う。昔、修道院時代に猛吹雪の屋外で両手にバケツを持ったまま朝まで立たされるという「伝説のお仕置き」（通称：暁に死す）を耐え抜いたことがある。
幼い頃の境遇から父親を憎んでおり、それが信仰の柱でもある。それに反する理念を掲げたショーペンハウアーに対して神殿協会の信奉するところの「天」の眷族であり聖四天であることを知りながらも激昂して反抗した。その行動から、一度は、昇進の案も出たがその性格が問題児すぎるために却下された。
決戦の後は、フェリオールについていき、彼と伊織が立ち上げた会社の社員になる。その後、鈴蘭が復活させた魔殺商会の社員となる。
フェリオール・アズハ・シュレズフェル
声：藤田圭宣
神殿協会の16人いる司教の一人で異端審問会第二部の部長。愛称は「ふぇりっ君」。貴瀬と幼馴染で、闇に堕ちた貴瀬を助けるために神殿教会に入った。ランディル枢機卿の教え子で、彼の企みに気づき魔殺商会に協力を仰いだ反面、貴瀬が記憶を取り戻すと殺そうとした。『外の姫』からはランディルの後釜として枢機卿となっており、聖女となった鈴蘭を光の側から助ける人物である。最終巻では伊織と共に貿易会社を立ち上げているが赤字の模様。
ランディル・シア・エムネス
声：佐藤正治
神殿協会の4人いる枢機卿の一人。聖騎士団時代に異端者クーガーを倒したことから、80歳近い今もなお聖騎士からは「神威の雷光」と畏敬され、闇の者からは「裁きの稲妻」と恐れられている。エスティに唆され、鈴蘭のもつ魔王の力で神になろうとしたが失敗。その後、神殿協会の地下牢獄に閉じ込められクーガーから預言者の正体を聞かされる。『獄の弓』で他界するも、『澱の神』で復活。
マリエット
クラリカと同じ修道院を首席で出た十年に一人とも呼ばれる優秀なシスターで熱心な信徒。しかもかなり頑丈。魔導工学にも精通し、次世代型対魔装備「具象神威」シリーズの試験運用をこなす。本来ならエリートコースを辿れるはずだが、三型具象神威（火炎放射器の様な物）への凄まじい固執をはじめ色々と問題があり、異端審問会第二部へ配属された。
甲斐 律子（かい りつこ）
神殿協会の4人いる枢機卿の一人。貴瀬とフェリオールの幼馴染。神器「ミドガルズオルム」の使い手。とても朗らかな性格で、枢機卿一の穏健派。主に内政面担当。しかし怒ると物凄く怖い。また、穏健派と言ってもやはり枢機卿、『外の姫』ではゼピルムの大虐殺を指示するなどそれ相応の残虐さも持つ。関西人でたこ焼きとお好み焼きが好き。ショーペンハウアー枢機卿のセミヌード写真を所持。『澱の神』の功績により終戦後は教皇になった。
フローレンス・フリス・ラディス
神殿協会の16人いる司教の一人。大神殿の魔導理学部副部長で、第二聖騎士団を率いる。第二聖騎士団所有の、元アメリカ海軍エセックス級航空母艦を改装した強襲空挺艦「エンジェル・ストレージ」の設計者で司令。頭にはサイバーテイストたっぷりのヘルメット、腰にはキーボードという一味違う格好であるが見える部分からも美しいと予想できる整った顔立ちをしている。元々「エンジェル・ストレージ」は自身の目的であるヴァルハラへ魂を運ぶために作られた。かなりの自信家。発言には基本的に感嘆符がつく。
その正体は、アウターの一人でワルキューレ。もともとは北欧神話の勢力であり、ヴァハラへ運ぶための魂集めをしておりその目的に固執しているが他のアウター曰くヴァルハラはほかの異界同様に滅んでいるらしい。
復活してからは枢機卿に昇進したものの、船で資材運びをやらされている。運んでいるものの一部は新教皇である律子の我侭によるタコとおたふくソースらしい。
マリーチ
初代魔王の側近で「視えぬものなし」と謳われ「億千万の目」の異名を持つ「億千万の眷属」のひとりで視姦魔人。元々は聖四天の一人で現在は神殿協会の頂点に立つ預言者。愛称は「マリーちゃん」。
心を覗き込むこともでき、必要とあれば相手の心になんらかを投影することもできる。そのレベルは相手の五感にまで影響するほど。マリーチの持つ神器「崩壊の鐘」は、ミーコの持つ「崩壊の鐘を打ち鳴らすもの」とは元々一つのもの。過去クルト・ゲーデルに屈辱的な敗北を喫して以来、視る精度が落ち度々誤った結果を視るようになる。眷属に通称「ラプラスの悪魔」がいたが、ハイゼンベルクの不確定性原理に打ち払われている。先読みの魔女であるセリアとのコンビは最強。
最終的に、堕ちて以前のミーコのようにすべての記憶を失う。
最初は聖四天の一人であったこともあり善良な性格であったが、ねじ曲がって今の性格になってしまった。
ショーペンハウアー
神殿協会の4人いる枢機卿の一人。主に外交交渉の任に就く。神器「サンダラーズ・ホワイト」の使い手。通称、女神姫。他の枢機卿に預言者の正体が記される『魔の創世』を読ませたり、マリーチを「預言者」と呼び捨てにするなど神殿協会に背く行動を取る。正体は聖四天の一人で『光の徒』ではその正体を現し、東京国際展示場立てこもり事件の首謀者であることを明かし、事件の最後には「天」のため貴瀬をさらっていった。『澱の神』ではマリーチに騙まし討ちに遭うが、アペイロンとの戦いでは鈴蘭に味方する。本人曰く「ちょっとした日本通」。
アンドリュー
神殿協会の4人いる枢機卿の一人。聖騎士団の運用を一手に引き受ける強面の武人。かなり堅い人物でショーペンハウアーに「魔の創世」を見せられた際には小一時間ほど説教したらしい。律子によると、岸和田あたりのケンカ好きのおっちゃんと変わらないらしい。
クーガー
通称「キリング・クーガー」および「クーガーおじさん」。フェリオールの後任として異端審問会第二部部長となった司教。ランディルが殺害したことになっている異端者で、視姦魔人マリーチの使徒。人間と魔人との間に生まれた「雑種」で、魔人狩りの神器「エーテル結晶」を持つ。両目は無く、片目は自分でえぐりとり、もう片方はセリアの願いを叶えるためにえぐった。目の色は鈴蘭や、マリーチと同じく赤。
『正の闇』において鈴蘭に世界の仕組みを伝え、人としての意地のために鈴蘭にわざと殺される。その時に「エーテル結晶」を鈴蘭に譲る。『澱の神』では復活し、預言者の護衛兼聖騎士長となっている。

### ゼピルム
エルシオン
ゼピルム総長。魔王制最後の魔王であるフィエルの息子。魔王を目指し、偽りの「地獄への回廊」を開けるもみーこに殺される。神器「黒の剣」を所持していたが器ではなかった。
終戦後は復活し、関東機関と協定を結び魔物退治を行っている。妹が続編である戦闘城塞マスラヲに登場している。
VZ（ヴィゼータ） / 高木 嘉子（たかぎ よしこ）
ゼピルム最高幹部の一人にして鈴蘭の親友である高木 嘉子、通称カギ・カッコ。ピンクのダテ眼鏡とリボンでまとめたツインテールで変装している。高位魔人で美少女。ネコ語のようなものを喋る。常に騒がしいお調子者だが、レイピアを最高秒間1024回繰り出せるという実力の持ち主。
当初は自身のことを含め高位魔人のことをアウターと呼んでいたが、真のアウターの存在を知り改める。みーこと対峙し、敗北。その後、みーこ専属のメイドにさせられ、正体も鈴蘭にバレる。
第二次大戦後の生まれで魔人にしては若い方。新生ゼピルムではステルス戦艦「地獄を解放する者（ヘルズゲート・アタッカー）」の艦長になるが、エスティ帰還後は鈴蘭と乗員の総意により降格し戦闘隊長を命じられる。『澱の神』ではアウター同士の戦いを目の当たりにし真のアウターとなることを誓い、わずかだがリッチの指導を受けるも、直後にワルキューレの裏切りで二人が消滅する様を目撃する。
終戦後は魔人らしく暮らすと言い、みーこに付いていった。
本作から数百年後の未来が舞台であるミスマルカ興国物語では、彼女と同じ業を使える王家が登場する。
その際に「『億千万の刃』と謳われたアウターが伝えた」と説明されていることから、後に高位のアウターとなった可能性がある。
マニホルド=エスティ
ゼピルム最高幹部の一人。蓮華王の使徒。無数の見えざる手（多管手構造）を操る。かつて鈴蘭の母であるすみれに請われ、鈴蘭が入所していた孤児院に勤め見守っていた鈴蘭にとって思い出のお兄ちゃん。ゼピルムの構成員からは絶大な信頼を寄せられている。時々無茶な命令を出し、乗員の肝を冷やしている。みーこが言うには旬の過ぎた男。すみれを誘拐し、鈴蘭を懐柔できず腹をぶち抜かれ艦から落ちたが後に生きていたことが発覚する（とは言っても、鈴蘭は半ば予想していたようだが）。『光の徒』でリップルラップルにアウターと認められる。作品中を通して度々暗躍するが、最終的には鈴蘭の魔王の資質を理解し、「地獄を解放する者」の艦長として鈴蘭を援護することとなる。
ベルロンド
ゼピルムの幹部。真琴の父が作ったドラグーン計画書を元に作られた「龍撃手」唯一の完成体を持つ魔人。龍撃手の力と関東機関を利用することでクーデターを起こし日本をのっとり、ゼピルムの最高幹部になろうとしたが、アウターに作られた本物の龍撃手E0・伊織貴瀬により失敗。情けなく命乞いをしたことでゼピルムにも見限られ命からがら逃げ出すものの神殿協会の代行者のジャベリンによって浄化され、闇に還った。終戦後は復活し、ゼピルムの戦闘隊長となる。
ラトゼリカ
ゼピルムの飛行船バーボットのオペレーターでVZ（ヴィゼータ）の親友。以前敵対していた鈴蘭にビビッている。趣味はゲーム。
ガノタであり、新生ゼピルム旗艦の名前候補に、ガンダムの愛称を挙げるなどしている。新生ゼピルムでも「ヘルズゲート・アタッカー」のオペレーターの任に着いている。
続編である『戦闘城塞マスラヲ』にも登場する。

### 関東機関
飛騨 真琴（ひだ まこと）
極東最強といわれる対魔組織「関東機関」の局長（貴瀬と沙穂が抜けたために実質的にはあまり強くない）。鈴蘭たちの通う「開栄高校」の三年生で、彼女の祖父は学園の理事長を務めている。
クーデターの際に関東機関の全権を手に入れ、伊織家を臨時の関東機関本部として間借りしている。眼鏡をかけたショートの美少女であるが、性格はやや破綻しており、やはりまともではない。
終戦後、翔希に告白されて付き合うもそのときの反応もおかしかった。
香良洲 菊人（からす きくひと）
関東機関最強の戦闘員E1。平和のために戦っている自分たちに平和が無い理不尽さを覚えクーデターに参加。
関東機関の中では貴瀬と沙穂を除き最強を誇る彼でも、魔人と比べると圧倒的戦闘力の差があり、ごたごたを避けている。また、他の関東機関の者たちのように絶望的な状況下でアウターたちに希望を持つこともなく、アウターたちの本質を理解していた人物でもある。
桃条 千影（とうじょう ちかげ）
関東機関のE2で『龍の火』でのクーデターに唯一参加しなかったエリミネートナンバーの少女。戦闘力は不明だが、木島連隊の奇襲の中をポイントDまで逃げ切っている。一度もイラスト化されず最終巻には名前すら出てこなかった。『レイセン』にも登場。イラスト化された。

### 神殺し四家
名護屋河 睡蓮（なごやかわ すいれん）
『獄の弓』から登場した鈴蘭の妹。菊が他界後、鈴蘭に名護屋河の業を伝えるため上京したが、鈴蘭が放棄したため本流・名護屋河の当代となる。意外に天然。常に巫女服を着用している。礼儀にも煩い。しかし極度の方向音痴。弓の達人で、常識では考えられないことを平気でやってのける。鈴蘭よりも裏世界のことに詳しいが現代の世情や常識には疎い。顔立ちは鈴蘭と瓜二つなのだが、なぜか彼女のほうが可愛いと言われる。スタイルも妹の彼女の方が優っている。やや真面目すぎるきらいがあり、翔希などは鈴蘭と比べあまり仲が良くない。
弓の腕や潜在能力も相まってその戦闘力は恐ろしいほど高く、名護屋河家最大奥義「炎獄、綿貫き」でアウターであるほむらをも殺している（とは言え、既存の術に縛られず瞬間移動など巨大な力を行使する鈴蘭には及ばない）。
終戦後は翔香のいる宮内庁神霊班に所属し、ほむらを従えている。元々頭がいいのか事務仕事はよく覚える。
名護屋河 すみれ（なごやかわ すみれ）
鈴蘭と睡蓮の母親。一時期当代にもなっている。鈴蘭を捨てた理由としては、鈴蘭に名護屋河の呪われた血を知らずに暮らしてほしかった、厳しい修行をさせたくなかった、というもの。一度は睡蓮までも捨てようとしたが、菊にバレてしまった。
名護屋河 菊（なごやかわ きく）
すみれの母で鈴蘭と睡蓮の祖母。名護屋河の先代で『獄の弓』にて亡くなっている。かつては神殺し四家の中でも飛びぬけた強さを誇っていた。終戦後は生き返って長谷部轟希のお茶友達に。
長谷部 翔香（はせべ しょうか）
翔希の姉。表向きは郵便局員で長谷部家の道場の師範代だが、実際は宮内庁神霊班副長に所属し「鬼姫」の異名をもつ。『外の姫』で神剣とも呼ばれる神器「今月今夜」と長谷部家の当代を継いだ。かつて指定一号殲滅任務第〇四三〇八号作戦に貴瀬、沙穂と共に参加していた過去を持つ。並みの魔人など相手にならない実力者だが、自分からは戦いに参加しない。沙穂の剣術の師でもある。また、初戦がみーこであったため全ての魔人がみーこレベルのアウターであると思い込んでいる。『光の徒』ではリリムの手足を普通の刀で断ち、チャンの腕も斬っている（普通の刀であるためにあくまで彼女自身の実力による）。そのことや、主力戦力としてみーこを追い詰めたことからかなりの実力の持ち主であると思われる。
以前は実直で清廉潔白であったが、みーことの戦いの後からか性格が変わった。
翔希に対しては、色々と手を回し、隠していることも多い。自分を人質に取られ翔希が簡単に屈したときには厳しい言葉を浴びせた。
長谷部 轟希（はせべ ごうき）
長谷部家の当代。『外の姫』で神剣「今月今夜」と長谷部家の当代を翔香に譲る。太平洋戦争中は軍に入隊し、刀一振りで各地を転戦した。広島訛が非常に強い。『光の徒』では家に来たテロリストを木刀で半殺しにした。昔の人なので、孫も平気で殴る。また、かなりのスケベオヤジな面もある。
天白 氏鷹（あましろ うじたか）
かつての天白家当代。菊や轟希と同世代。戦時中は帝都の守りに就いていた。その腕前は上空1万メートルを飛行するB29の操縦士を弓矢で射ち殺すほど。
木島 キョウジ（きじま キョウジ）
木島連隊のリーダー。父、木島隆次は天白家の人間で、旧姓は「天白キョウジ」。神器「千変万化（サウザンド・アームズ）」を持つ。ショーペンハウアーの依頼で東京国際展示場に立てこもる。貴瀬に買収されるなど裏切りをも厭わない戦争のプロ。『澱の神』では、貴瀬から受け取った金（200億）を元手に傭兵派遣会社を設立して、儲けている。

### 天
マリアクレセル
唯一神第一直系使徒の聖四天で赤い髪の天使。ミウルスの上司に当たる。前作に続いて登場。リップルラップルの妹で存在を操る能力をもつ。みーこからは「赤い髪」と呼ばれる。趣味は女子高生のコスプレ。リップルラップルが「ナマチャン」と言うと、「やりますか」と言い姉妹で殴り合いを始める。その様子は旧大神殿の壁画「青い髪の魔王と赤い髪の大天使」となっていたが、真相を知ったショーペンハウアーによって新生大神殿に描かれるのは阻止された。
ガブリエル
聖四天の一人。最終決戦の日は風邪を引いて欠席。
ミウルス
超インドア派の落第天使。次期聖四天予定の天使。名前だけ出てきた。前作『ばいおれんす☆まじかる!』でも登場。

### 円卓
イワン・トビノフスキー
氷帝。伊織の屋敷の地下迷宮に住む巨大な皇帝ペンギン。愛称はイワトビー。鳴き声はかなりグロテスク。
後天的にアウターまで上り詰めた鳥型の魔人で、古くは南極大陸を支配しリョーシヤ帝国を築き、支配していた剛の者。その意思はテレパシーの様に意思に響く仕様となっており、その言葉が分かるのは鈴蘭や貴瀬、同位のアウターやそれに近い存在だけである。人間、又はそれに似た外見の存在を非常に嫌っていて、円卓の規律さえなければ何度でも絶滅させてやりたいと思っている。「氷帝」の名を冠する程強力な凍結能力の持ち主と言い伝えられているが、リップルラップルによると厳密には凍結ではなく、周囲の物体を原子や分子の運動を止める能力であるらしい。みーこに帝国と一族を滅ぼされている。
「天」との最終決戦には一切興味を抱かず参加していない為、最終巻では蚊帳の外。
リッチ
不死身王。伊織の屋敷の地下迷宮に住む紳士然とした骸骨。人と対話する事が出来る超高位ワイトであり、またあらゆる死者を使役し、末には死んだ自分すらも蘇生したと謳われる伝説の暗黒魔導師。その力は強大を極め、伝説級の大規模魔法を連発し、亡者達の連続召喚・再生をこなし、更には本来ワイトでは存在する事も難しい空中に浮遊し、全力を出し切れずとも自分と同等以上のアウターと互角に渡り合う程。本来その高い知性と温和な性格から伊織の屋敷に住むアウター達の代表格として表に立つ事が多い。より強い力を望んだ鈴蘭に魔力の扱いを教えたのもリッチである。ただ同時に、死者を死したままにすることを許さず自身の眷属として永劫縛り付けるアウターらしい側面も併せ持つ。同じく死者を集めるアウターであるフローレンス・ヴァルキュリアとは旧知の仲で、かつては死者の魂を奪い合った。みーこに殺された。最終決戦では、アラン・マクレガーを倒すも、共闘していたフローレンス・ヴァルキュリアの不意打ちを受け、溜め込んだ死者たちの魂を解放することで相打ちカッコの前で消滅する。
終戦後は関東機関の一室にてドクターの協力も得ながらアランを人間にする研究を継続している。
ほむら鬼（ほむらおに）
獄卒。通称「ほむらさん」。伊織家の地下6階で「火龍」の番人をしていた赤い目の男。獄卒を自称するが、その正体はアウターの中でも最大級のパワーを持つ鬼神。本人曰く、イザナギを追った八柱の雷神の一人、炎雷(ほのいかづち)。飄々としつつも達観したその性格は鈴蘭や翔希の尊敬を得ていた、が実は人間を家畜同然に見下げ果てている真性の「鬼」。リップルラップル曰く「人が正しいと思えるのは、人がそれ以上の力を持ってはいけない」という所までで、鈴蘭達の知っているほむら鬼はその部分までしか口にしていなかったほむら鬼だった。彼にとって人間とは自分の力の前に喘ぎ悶え、苦しんだ末に喰われるべき存在であり、そんな人間が鬼以上の力を持つ事を良しとはしない、というか鬼以上の存在を認めないある種の種族至上主義なので「天」との最終決戦でも鈴蘭達には味方せず、鈴蘭やそれに加担する者達を喰い殺すまで、という条件で「天」に味方する。喰い殺した後は「天」の者達も喰い殺す気でいたようだ。睡蓮、翔希、リップルラップル、フェリオールの4人を相手に死闘を繰り広げるも、最期は睡蓮の綿貫を食らい死亡。
鈴蘭の我侭による蘇生後は、式神として睡蓮に仕える。
葉月の雫（はづきのしずく）
ドクターの項を参照。
水無月の時雨（みなずきのしぐれ）
「斬れぬものなし」と呼ばれ、長谷部家に業を伝えた「剣神・水無月の時雨」。葉月の雫（ドクター）の兄でもある。みーこに「敵対すれば自分も斬られるだろう」と言わしめるほどの使い手。『澱の神』では「今月今夜」を持つ沙穂と普通の刀で応戦し圧倒する。しかし剣術では圧倒するが最期はドクターの科学の力の象徴でもある"沙穂の右目に仕込まれていたレーザー"を受け倒される。
決戦後はイワトビーと共に人を認めさせようとするドクターの研究につき合わされるなどあまり良い目にはあっていない。
アラン・マクレガー
通称「おかしな者」「ラメ入りペ○シマン」。南北アメリカ大陸連合国陸軍第一特殊機械化兵団所属シリアルMAM224318。階級は少尉。時空の果てから迷い込んだ命無き異界の旅人。秒間二万発を超える打撃能力と、全身に散らばった65536個のコアのマイクロ秒単位の相互補完の再生速度による驚異的な再生能力が特徴。『澱の神』では正気を失い友人のリッチと戦うが、フローレンスとVZ、さらにメタルストームの一点集中攻撃により破壊される。総活動時間は143010036801秒。終戦後、生き返り（？）日々人間になるためにドクターとリッチに改造手術を受けている。しかし、失敗続き。その失敗に起因するトラブルは手術場所を提供している関東機関にとって恒常化しており、「2000年問題」の符丁で呼ばれている。関東機関の人間いわく、「2000年問題さえなければいい人」。
カナリア
歌声魔人。最終決戦の日は風邪をこじらせて声が出なくなっていたために欠席。
マーラー
「億千万の眷属」の一人。「億千万の●●●（塗りつぶされ内容は不明）」の異名を持つ。最終決戦の日は腰を痛めていたため欠席。参戦していれば、真琴や睡蓮やカッコたち美少女組（鈴蘭は入っていない）が違う話になっていたらしい。
シンデレラ
灰被り魔人。最終決戦の日は年越しパーティーの舞踏会にでるため欠席。
トール
最終決戦には歳のため欠席。しかし、みーこが認め様付きで呼ぶほど強い。

### 龍
火龍（ゲリアキスク）
伊織家の地下6階に寝そべっていた正真正銘のドラゴン。洒落にならないほど巨大。本物の「龍」というものを見せるためリップルラップルが地上に召喚し、一度だけ火を吐くことを許され、「軽ーく」核爆発レベルの火（ドラゴンブレス）を吐く。
そして最終決戦ではこれを機関銃のように放出する“アトミカルカノン”を披露した。
知性があるらしく、リップルラップルなどの人外の者たちとはテレパシーのような会話を成立させている。
最終決戦後、この火龍の見張りをしていたほむら鬼が睡蓮の式神となり伊織家から離れるが、代わりに誰かが後続の見張りをしているのかどうかは不明。
砂龍
最終決戦でリップルラップルの「七色叫爛 ドラゴニック・パーティー」にて召喚された巨大な砂漠トカゲ。
大滝のようなダイヤモンド粒子の咆哮、「ダイヤモンドブラスター」を披露した。
水龍
最終決戦でリップルラップルの「七色叫爛 ドラゴニック・パーティー」にて召喚された巨大なタツノオトシゴ。
高密度のウォーターカッターの大咆哮、「ハイドロブレス」を披露した。
怒龍
最終決戦にてリップルラップルの「七色叫爛 ドラゴニック・パーティー」にて召喚された巨大なナマズ。
高空から落下して容赦なく地震と地割れを起こす。
飛龍
最終決戦にてリップルラップルの「七色叫爛 ドラゴニック・パーティー」にて召喚された巨大な羽の生えた蛇。
上空から垂直落下、地面スレスレで直角に曲がり前進。そして地獄の門に激突。この動きを第一度宇宙速度で行った。
光龍
最終決戦にてリップルラップルの「七色叫爛 ドラゴニック・パーティー」にて召喚された巨大な機械類で構成された装置（？）。
視界がすべて純白になるほどの光粒子を全域に放射する「ルフト」を披露（？）した。描写的には一応自動。
黒龍（ミッペルテルト）
無限にエネルギーを吸収・放出できる激レアの黒いスライム。コールタールのような「でろでろ」の生物として描写されている。
貴瀬の肉体に宿っていたのはその「欠片（カケラ）」であり、最終決戦でも欠番扱いだったため、正確には本編未登場である。

### その他
那田 蒼一郎（なた そういちろう）
宮内庁神霊班主任であり、銀座の秘密クラブ「ウサギ屋」のプラチナ会員権を持つ男。いぶし銀でオールバックの中年親父。『澱の神』では睡蓮に巫女服のままでウサミミを着用させた。ウサミミの効力は金運あっぷ、恋愛運あっぷ、etc...etc...で、何故か着用していなくてもクリティカル率があっぷした翔香によって木刀で半殺しにあう。
セリアーナ
『正の闇』から登場したクーガーに懐いているSランクの魔人の少女で「先読みの魔女」。愛称は「セリア」。リップルラップルの友達で、正体は金毛九尾。まだ幼いため尻尾が3つしかない。金毛九尾はとっても偉いらしい。日本にはクーガーに会うために訪れた。狐の耳とは別に人間の耳もちゃんとある（貴瀬に頭蓋骨に4つ穴が開いていると言われショックを受ける）。彼女に憑かれる（「お憑れさまですーっ」が合言葉）と無気力になり、油揚げやきつねうどんなど脂っこいものが無性に食べたくなる。無気力にさせる能力はみーこを始めとした伊織家のアウターや聖四天であるショーペンハウアーにさえ作用する。アウターとして絶大な力を誇るため、鈴蘭の代わりとなりうる魔王候補としても目されていた。クーガーが鈴蘭に殺された際、自分の尻尾を1つ切って御印にし、自分も共に死んだことにした。その後は新生ゼピルムで鈴蘭と共に行動している。終戦後はやはりクーガーと共に行動し、マリーチに付き添っている。
チャン
木島連隊の副リーダー。中国剣とそれに魔法のようなものを付与する技を巧みに操り、沙穂さえ殺害せしめた実力者。日本人嫌いだがキョウジだけは別。
イフリート
『光の徒』でエスティに従っていた炎熱魔人。通称「ファイヤーマン」。リリム、キッド、スピアーら共々、神殿協会のブラックリストに載る強力な魔人の傭兵。第六聖騎士団を凌駕する火炎魔法を軽々と操り、スピアーと共に2つの騎士団を全滅させる。しかしながらイワトビーの興味と怒りを買ったことで、アウターの圧倒的な力に蹂躙され事切れる。
リリム
『光の徒』でエスティに従っていた魔人。「夜の女王」の異名を持つ。カードを操る能力を有し、夜に強く美しくなるという。口封じのためクラリカを追うも、常軌を逸した翔香の剣技の前になす術もなく四肢を切り落とされ敗北。
スピアー
『光の徒』でエスティに従っていた音速魔人。ハゲ頭だがそれすらも空気抵抗を減らすための工夫。キョウジからは「和尚」とあだ名をつけられ、イフリートにまでそう呼ばれて凹んだ。リップルラップルからハゲ呼ばわりされつつもノエシスプログラムを渡され、感服の声とともに低頭した。
キッド・ザ・トイボックス
『光の徒』でエスティに従っていた魔人。ヨーヨーやクラッカーなどのオモチャの形をした凶悪な武器でもって戦う。ノエシスプログラムの状況Cに認定されるほどの力を振るうも、VZにより細切れの肉片へと変えられる。

## 用語

### 種族
魔人
凄まじい能力を有した人型の異種族。その起源や詳細は謎に包まれているが、どうも古代における異世界の存在（魔族や神々）の子孫や、それらによって造られた存在である（「戦闘城塞マスラヲ」にて詳しい解説がなされる）ようだ。その全てが高い戦闘力を有している訳ではない。魔導力を有したものであれば妖怪や元人間などでも魔人に分類されている場合もある。
強力な存在になると、その魔導力により瞳が赤く光る「魔洸」という現象が発現する。
導化猟兵
かつての関東機関により開発された人造魔人とでも呼ぶべき存在。人間に魔導力そのものを埋め込んだEタイプと、龍の体組織を埋め込んだ龍撃手（ドラグーン）というDタイプが存在する。なお真に龍撃手と言えるのは黒龍が埋め込まれている伊織貴瀬のみで、それ以外は龍ではなく火蜥蜴（サラマンダー）のものが使われた紛い物。
雑種
人間と魔人の間に生まれた者。大半は人間以下の脆弱な者になってしまうが、稀に並外れた能力を持つものも生まれてくる。そういった者は「天然の導化猟兵」とよばれることもある。過去に魔王を打ち滅ぼした勇者には雑種がいたのではないかといわれている。
アウター
「外側の人」「異界の徒」とも呼ばれる。「この上無し」と謳われる程の強大な力を持つ、最高位の魔人達。多くは異なる世界からやって来たカミなどの高次の存在だが、中には努力や突然変異等といった後天的要因やイレギュラーによってアウターに至った者達もいる。
天とは逆の、魔の最高峰とされているが、実際は殆ど差異の無い同系の種族である。これらが天と魔に分かれるに至ったのは一重に個人の性格であり、世界を暴れ回って荒廃させ、人を虐殺して嬲る事を嗜好する凶悪な性格をした者達がアウターに分類され、そうではなく人を管理して幸福で世界を満たそうとする者達が天となった。この世界にやって来ている以外にも同等かそれ以上の力を持つ者達もいるが、そうした者達の全ては人間に絶望するか逆に信じきることで身を引き、自らの世界とこの世界の繋がりを断って引き籠っている。
龍
アウターに匹敵する能力を有したモンスター達。「龍」とは「そう呼ぶに値するモンスターに対する称号」であり、いわゆるドラゴンの姿をした龍は少ないらしい。劇中でも、ドラゴンの姿をしている龍は「火龍」のみで、それ以外は巨大なナマズやコウモリの羽を持つ蛇、果てにはスライムや巨大ロボである。全部で7匹のみしかおらず「火龍（ゲリアキスク）」「黒龍（ミッペルテルト）」「砂龍」「水龍」「怒龍」「飛龍」「光龍」が存在。

### 組織・集団
伊織魔殺商会（いおりまっさつしょうかい）
伊織貴瀬を社長とする悪の組織。実は公然と「悪」を名乗るのにも貴瀬なりの理由があった、らしいが貴瀬本人が純粋に悪を楽しんでいる節があり、真偽は定かではない。天との最終決戦後は普通の貿易会社「伊織ワールドトレーディング」となっていたが、メイド長鈴蘭により力尽くで乗っ取られ、再び悪の組織として動き出すことになる。
設立の理由は翔香から「翔希にとって都合の良い敵役となって欲しい」というものだった。翔香にとって翔希は神殺し四家という因果の中に唯一見出した希望であり、彼が挫折や気兼ねをする事無く、強くなってもらいたいという思いから、強い力と極悪な性格を持つ伊織に悪の組織となる事を頼み込んだ、らしい。しかし、伊織自身は悪行をかなり楽しんでるようだ。
神殿協会（しんでんきょうかい）
表向きは預言者を頂点とする新興宗教団体。その実態は世界各地で活動する対魔組織で、枢機卿をはじめとして高い実力を誇る。12の聖騎士団（鈴蘭が聖女となってからは13）を保有する。天との戦いの後「神殿教団」と名を変えている。中でも問題児集団の異端審問会第二部は戦闘力が高い反面、性格は非常に罰当たりなのだが、いちいち気にするような組織ではないらしい。
ゼピルム
エルシオンの率いる魔人の組織。飛行船バーボットを本拠地とする。ランディルに力を貸したり関東機関のクーデターに加担するなど、陰謀を巡らしていた。『外の姫』で神殿協会と関東機関の総攻撃によって壊滅。なお、ゼピルムとは古い言葉でゼロを指す。
新生ゼピルム
鈴蘭を頂点とするゼピルム残党による魔人の組織。飛行船バーボットを改修した空中戦艦「ヘルズゲート・アタッカー」を所有する。関東機関に間借りしていたが、鈴蘭が聖女となった後は鈴蘭直属の第十三聖騎士団となる。
関東機関
日本の対魔組織。E0である貴瀬がいた頃は極東最強といわれる。前身は旧関東軍で、人体実験など非道なことをしていた。『龍の火』でベルロンド首謀のクーデターの際、腐りきっていた首脳部から真琴が全権を奪い建て直しを行うも、『正の闇』で木島連隊の襲撃で壊滅する。『澱の神』ではゼピルムとの協力で再建された。
神殺し四家（かみごろしよんけ）
神、つまりはアウターを殺す程の強い力を持った四つの家。本流・名護屋河、豪剣・長谷部、剛弓・天白、邪流・伊織。
四家の仲は相当悪い、というか本流である名護屋河が傍流である長谷部、天白、伊織を毛嫌いしているようだ。長谷部、天白の能力継承は業を伝えるのみだが、本流・名護屋河家は親が子を産む際に自身が鍛え上げた力を受け継がせる。そのため次代となる子の力は先代の力を基点とし、それを更に高めることで実力を上げ続けるという一種のショーカットを行っている。「まさに神器が意思をもっている様だ」というのはエスティやみーこの言。なお天白家は物語開始時点では既に業を絶やしており、一般社会に下っている。
その起源は、虐殺や長命に絶望して自殺願望を抱いたみーこが自らを殺させる為に作った、一種の改造人間の末裔。みーこを殺すのは名護屋河、長谷部、天白の課せられた役目で、伊織家はそれらがみーこを殺せるだけの時間を稼ぐ為の存在である。そのため伊織家は血筋ではなく、みーこが気に入った人間が当代となり、その姓名を冠するので厳密に言えば伊織家には一族はなく、当代しか存在しない。
木島連隊
木島キョウジ（天白キョウジ）と中国人青年チャンが中心となり世界各地で活動していた傭兵集団。彼らと対峙した部隊はほぼ皆殺し、入ったら抜けることも許されないという噂が立っており、彼らに関する情報はかなり少ない。『光の徒』では推定200名いた隊員が睡蓮、クラリカ、翔希、翔香との戦闘や内部抗争によってキョウジとチャンだけになってしまった。全てが終わったあとには、貴瀬に買収されたときの資金で立て直し、正式に傭兵組織となった。この資金のために伊織魔殺商会は一時的に倒産する。
猟科教連
自衛隊による対魔戦専用の実験部隊で、正式名称は「猟科教導連隊」。闇の世界に関わる組織であるものの魔導力には一切頼らず、一般的ながら強力な兵装でもって力尽くで魔に対抗する。表向きは対テロ、都市戦闘を想定した特殊部隊として存在している。
天
神や天使といった、神聖な性質を持つ存在達の集団。人間の幸福を第一にする、と言えば聞こえはいいが、実際は自分達の管理によって当人達を無視した、変化の全く無い、ある意味真性の平和を作り出そうとしている。
円卓
魔王を中心としたアウター達の集団で、ノエシス・プログラムの維持・管理を担う。最高責任者（魔王代行）はリップルラップル。それに組する者の殆どは人類を何度でも絶滅させるだけの力を持ち、またそれを至高の娯楽とするような凶悪な性格をした者達である。
エンジェルセイバー
米国の対魔組織。著名な人物に久賀義巳がいる。続編にあたる戦闘城塞マスラヲにも組織名と司令が登場している。
クルースニク
北欧の対魔組織。

### 神器
魔王の見えざる手（タキオン）
鈴蘭が扱う。当初は甲に魔法陣が描かれた指貫手袋型の魔導ブースター。数mの距離と魔術障壁を超えて魔人VZを吹き飛ばすも、鈴蘭の高すぎる魔力に耐え切れず焼き切れてしまった。
その後の『外の姫』にて、手袋型の強度不足を受けてドクターがガントレット（籠手）型の神器として製作し鈴蘭に与えられた。鈴蘭の絶大な魔力でもって彼我の位置関係を無視した強烈な一撃を叩き込む。『澱の神』では、クーガーの形見となった「エーテル結晶」を甲に追加している。最終決戦においては三段階のオーバーロードによって、時間さえも逆行してアペイロンを貴瀬から引き剥がした。
今月今夜
日本刀の神器。一極集中型の神器であるとされている。長谷部家に初代から伝わる家宝であるが、実際に使用されたのは『澱の神』で沙穂に貸し出されたときのみ。
黒の剣
長い直剣型の神器。鞘から柄、刀身までも全てが黒一色。その色は決して染まらぬことの証明であり、決して折れぬ信念で己を貫くものに力を与える。エルシオン、エスティ、長谷部翔希とそうそうたる人物の元を渡ったが、認められ神器として使うことが出来たのは翔希のみ。今月今夜と同様、一極集中型で、剣として「斬る」ことに特化した力を発揮する。
ドクターの作でない例外的な神器の一つ。
ミドガルズオルム
長鞭型の神器。律子が扱う。
崩壊の鐘を打ち鳴らすもの
みーこが扱う。槌型の神器。常に持ち歩いている。ゲートボールのスティックに似た形状で、ツッコミやお仕置きに使われる場合「かちこん」という音と共に激痛を与える。大気や空間を打ち鳴らすことでSランクの魔物の大群すら容易く消滅させる波紋を数十キロもの範囲に広げる効果を持つ。消滅させる対象や範囲は使用者の任意で選択できる様子。「崩壊の鐘」と対になっているため、双方をぶつけた場合効果は相殺されてしまう。
崩壊の鐘
マリーチが扱う。首元に下げたカウベルのような形をした神器。「崩壊の鐘を打ち鳴らすもの」と対になっており、同様の効果を持つ。
稲妻の白（サンダラーズ・ホワイト）
ショーペンハウアーが扱う。錫杖型の神器。オーバーロードさせれば大神殿ごと蒸発させると言われ、実際に使われた際には雷の大瀑布でもって辺り一帯の魔物の奔流やイグドラシルの枝葉を尽く焼き砕いた。
エーテル結晶
クーガーが扱う。透き通ったガラスのような短剣型の神器。魔人殺しの神器とも言われるドクターの最高傑作の一つ。少し発動させるだけで魔導結合を連鎖的に崩壊させるため、魔物のような存在は一刺しで消失させる。クーガーの死後は鈴蘭の「魔王の見えざる手」に組み込まれた。
千変万化（サウザンドアームズ）
キョウジが扱う。エスティが集めていた思われる神器の一つ。使役者と一体化する銀色の流体で、イメージした通りに変形する。一体化するという特性からか、使用者であるキョウジの肉体は強靭なものとなっていた。ドクターの作品。
ヘブンズゲート
リップルラップルが扱う。大人の背丈ほどもある錫杖型の神器。

### 武器・道具など
伝導ガン
ドクターが電動ガン（東京マルイ製のM16）を改造した武器。普段はただの玩具だが、切り替えスイッチをオンにすると、弾速は音速の数倍となりコンクリートの壁を容易く破壊する。
魔導皮膜（マジックコーティング）
服に施すことで銃弾程度ならばほぼ無効化できる。性能はピンキリだが、例外なく高価である。魔殺商会のメイド服、神殿協会の法衣、貴瀬の戦闘服などに施されている。
断導弾
魔導力による防御（魔導皮膜を含む）を貫通できる特殊な銃弾。神殿協会でのみ製造されている。
三型具象神意
マリエットのお気に入りの火炎放射器。粘性の液化フロジストンを浴びせて点火する事により、対象を消し炭すら残さず焼き尽くす。
サン・グロモンティスク・アリナミナリポ・ユンケリズム・リアルタフマZ（ヅィー）
ドクターが金毛九尾の「憑かれ」対策として作った栄養ドリンク。大量の栄養ドリンク（市販品）を濃縮して作られており、ドクターペッパーに似た匂いと炭酸（液の粘性が高すぎて凝視しないと分からない）が特徴。効能は確かだが、個人差が激しく睡蓮と翔希以外は全員卒倒してしまった。

### 計画
ノエシス・プログラム
現在のこの世界を管理するために円卓により作られたプログラム。「これを制する者は世界を制する事になる」として、多くの登場人物達が求め、争っている。
その詳細はたった数十ページの冊子でまとまる程度のアウター達の間で結ばれた規約で、「暴れ過ぎない」「人を殺しすぎない」「暴れる奴がいたらみんなで止めよう」が主な内容。リップルラップルに曰く「暴れたり人を虐殺したり、そんな楽しい事は独り占めにはさせないの」らしい。
そのための状況判断の基準として5段階の状況が設定されており、「円卓が動くまでもない平和な状況」をDとし、「強力な魔物や魔人が本気で暴れている状況」をC、「龍害」をB、「円卓の誰かが暴れている状況」をA、「天の介入」をSとして定めている。
イグドラシルシステム
天が考案する世界の運営システム。世界を不滅と予言で満たし、悠久の幸福を与えるシステムらしい。しかし効果を悠久に続けるだけの力が存在しなかった為、前回はこちらではなくノエシス・プログラムが採用された。しかしマリーチやショーペンハウアーは再生と吸収を司るミッペルテルト、つまり伊織貴瀬に目を付け、彼を中核とする事でイグドラシル・プログラムを実行しようとする。

## 既刊一覧
- 林トモアキ（著）・2C＝がろあ〜（イラスト）、角川書店〈角川スニーカー文庫〉、全7巻
  - 『お・り・が・み 天の門』、2004年6月30日発売[5]、ISBN 4-04-426604-2
  - 『お・り・が・み 龍の火』、2004年10月30日発売[6]、ISBN 4-04-426605-0
  - 『お・り・が・み 外の姫』、2005年2月26日発売[7]、ISBN 4-04-426606-9
  - 『お・り・が・み 獄の弓』、2005年7月30日発売[8]、ISBN 4-04-426607-7
  - 『お・り・が・み 正の闇』、2005年12月28日発売[9]、ISBN 4-04-426608-5
  - 『お・り・が・み 光の徒』、2006年2月28日発売[10]、ISBN 4-04-426609-3
  - 『お・り・が・み 澱の神』、2006年6月30日発売[11]、ISBN 4-04-426610-7

## Webラジオ
『お・り・が・み ステーション〜悪の組織ラジオ』というタイトルで、？にて2006年10月6日から10月27日までに配信された，全4回。パーソナリティーは猪口有佳（名護屋河鈴蘭 役）、小西克幸（伊織貴瀬 役）。
- 第1回配信：10月6日から
  - 『下僕トーク(1)』+ドラマact.1 魔殺商会
- 第2回配信：10月13日から
  - 『下僕トーク(2)』+ドラマact.2 入社案内
- 第3回配信：10月20日から
  - 『下僕トーク(3)』+ドラマact.3 対決
- 第4回配信：10月27日から
  - 『下僕トーク(4)』+ドラマact.4 澱の神々